# Mocambo do Macaco

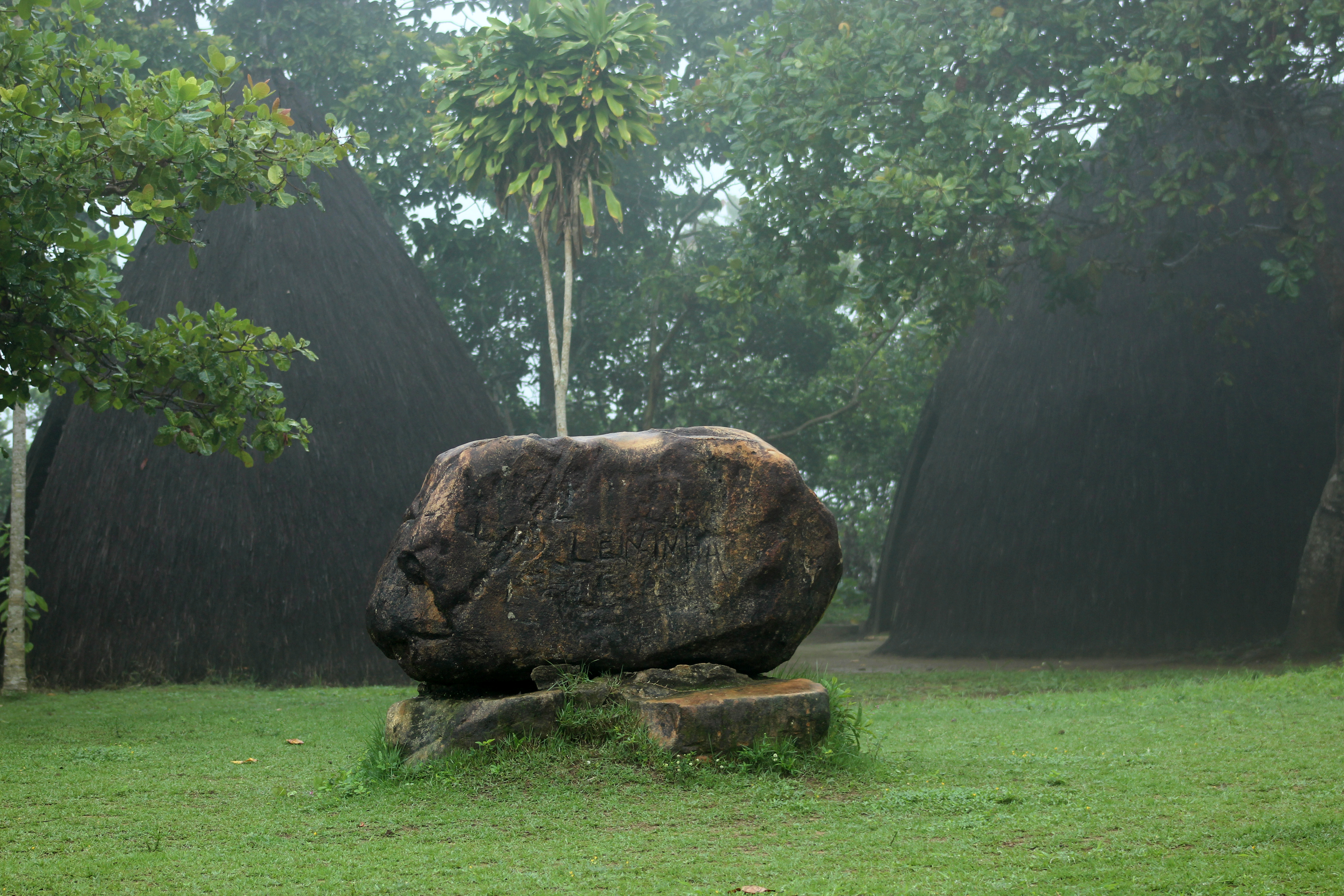
Pedra com inscrições no memorial do Quilombo dos Palmares, no sítio original de Macaco

Mocambo do Macaco, também chamada de "Cerca Real dos Macacos" ou apenas "Macaco", foi um assentamento histórico localizado no pico da Serra da Barriga no estado de Alagoas , Brasil. Foi o principal assentamento do  Quilombo dos Palmares, e foi governado por Zumbi durante a Guerra dos Palmares.

## História
O assentamento pode ter sido fundado já em 1602, época em que os colonos portugueses relatavam que seus cativos estavam fugindo e construindo "mocambos", ou pequenas comunidades nas proximidades. Nesta época, a maioria dos africanos escravizados na área eram de Angola portuguesa, e um relatório de 1671 sugere que os fundadores de Macaco eram angolanos. Quilomboss eram assentamentos principalmente de sobreviventes e escravos nascidos livres povos africanos. Nenhum documento contemporâneo chamou Palmares de quilombo; em vez disso, o termo mocambo foi usado. Isto sugere que Macaco em 1600 foi ocupada não só por africanos escravizados fugitivos, mas também por mulatos, caboclo s, Índios e pobres brancos, especialmente soldados Portugueses tentando escapar do serviço militar forçado.
As descrições holandesas de Caspar Barlaeus (publicado em 1647) e Johan Nieuhof (publicado em 1682) falavam de duas entidades consolidadas maiores na área, "Grande Palmares" e "Pequeno Palmares". Em cada uma dessas unidades havia uma grande cidade central que era fortificada e abrigava de 5.000 a 6.000 pessoas. A descrição da visita de Johan Blaer a um dos maiores mocambos em 1645 (que estava abandonado) revelou que havia 220 prédios na comunidade, uma igreja, quatro forjas e uma casa de conselho. Isso provavelmente é semelhante ao layout de Macaco naquela época.[carece de fontes?]
A partir de 1654 os portugueses começaram a organizar expedições contra os mocambos dos Palmares, inclusive Macaco. Durante este tempo, Macaco era provavelmente uma cidade de até 10.000 pessoas. Macaco tornou-se a capital do reino de "Angola Janga" que segundo os portugueses significa "Pequena Angola", embora esta não seja uma tradução direta.
De 1680 a 1694, Zumbi governou de Macaco como o rei de Angola Janga. Durante este tempo, houve uma guerra quase constante contra os portugueses. Isso terminou com um ataque final contra Macaco em janeiro de 1694, liderado por Domingos Jorge Velho. .</ref> Embora Zumbi tenha escapado da captura, ele foi posteriormente capturado e executado em 20 de novembro de 1695.
Após a guerra, Velho e seus seguidores receberam sessão de terrass no antigo território de Angola Janga, que ocuparam como forma de impedir que o reino fosse reconstituído. Desde então, os terrenos em torno de Macaco têm sido principalmente utilizados para o cultivo de cana-de-açúcar e para a criação de gado.
A cidade de União dos Palmares está localizada a 7 km a leste do sítio de Macaco. Em 1944 foi renomeado de seu nome anterior (União) para refletir seu significado histórico.
Em 1986 o sítio da cidade foi tombado pelo Instituto do Patrimônio Histórico e Artístico Nacional (IPHAN), e em 2003 foi oficialmente inaugurado pelo Presidente